# Интимак (Цілиноградський район)
Интима́к (каз. Ынтымақ) — село у складі Цілиноградського району Акмолинської області Казахстану. Входить до складу Арайлинського сільського округу.
Населення — 816 осіб (2021; 741 у 2009, 488 у 1999, 1216 у 1989).
Національний склад станом на 1989 рік:
- росіяни — 44 %;
- німці — 27 %.

До 2009 року село називалось селище Фарфоровий, у радянські часи називалось також Фарфоровий завод. До 2018 року село називалось Фарфорове.